# Уеуетенанго (департамент)
Уеуетена́нго або Веветенанго (ісп. Huehuetenango) — один з 22 департаментів Гватемали. Розташований в західній високогірній частині країни і межує з Мексикою на півночі і на заході, з Кіче на сході, з Тотонікапаном, Кесальтенанго, та Сан-Маркосом на півдні. Адміністративним центром є місто Уеуетенанго.

## Назва
Департамент Уеуетенанго бере свою назву від міста з такою ж назвою, яке є столицею департаменту. Назва ж міста походить від назви місцевих союзників іспанських конкістадорів ацтекською мовою. Зазвичай слово перекладають як «місце старійшин», проте за іншою версією «Уеуетенанго» означає «місце дерев ahuehuete».

## Історія

### Рання історія

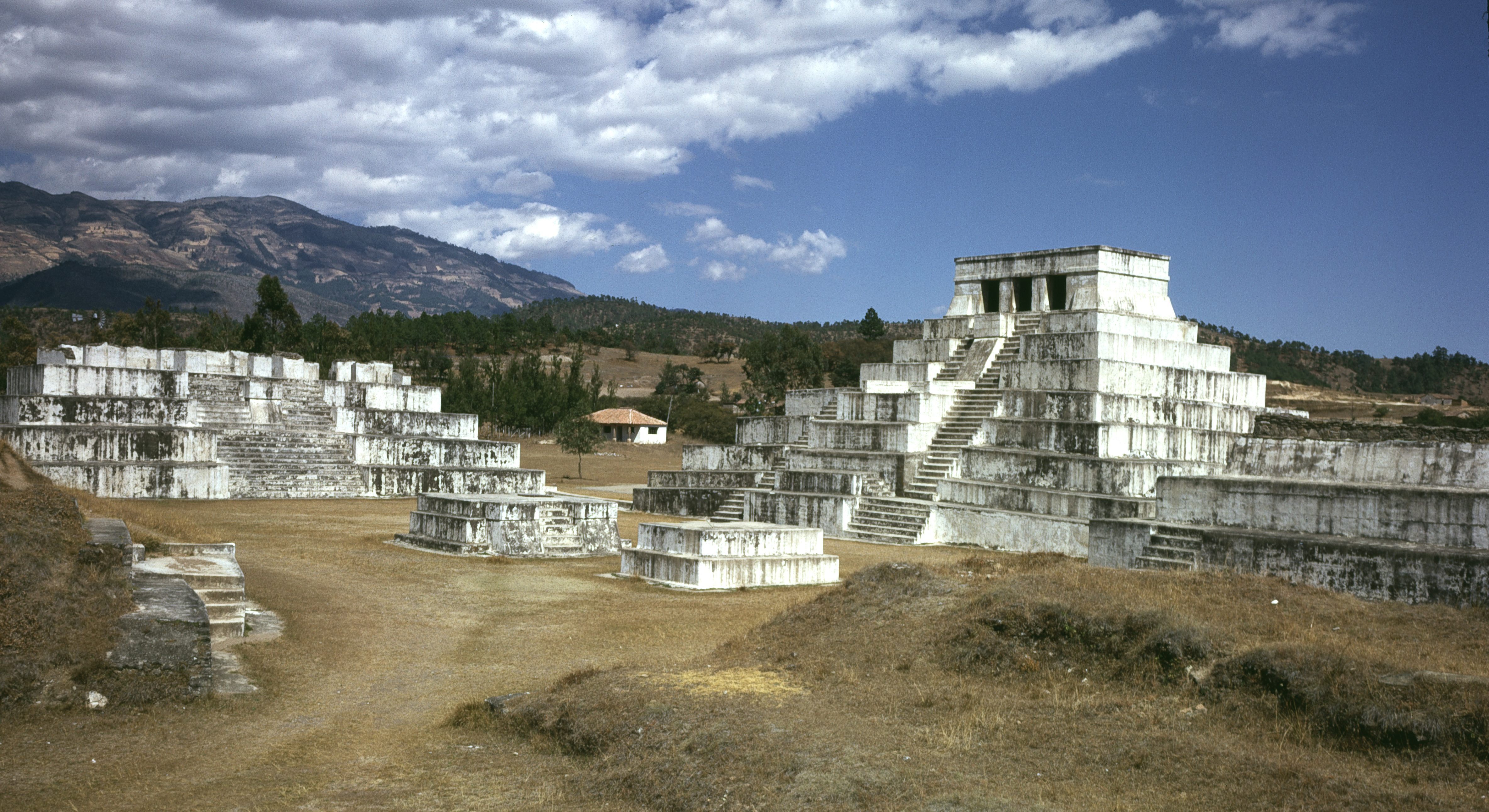
Руїни міста мая Сакулеу біля міста Уеуетенанго

Територія департаменту була частиною цивілізації мая, принаймні в Мезоамериканський ранньокласичний період. Під час іспанського завоювання, місто мая Сакулеу привертало увагу іспанців у цьому регіоні. Місто захищав цар мам Кайба Балам, в 1525 році він зазнав нападу Гонсало-де-Альварадо, двоюрідного брата конкістадора Педро-де-Альварадо. Після облоги, що тривала кілька місяців, мам були зморені голодом і Кайба Балам здався іспанцям.
Через чотири роки після завоювання Уеуетенанго, 1529 р, Сан-Матео-Іштатан, Санта-Евлалия і Хакальтенанго були дані в енком'єнду конкістадору Гонсало-де-Овальє, сподвижникові Педро-де-Альварадо.
2 лютого 1838 року Уеуетенанго об'єдналося з Кетсалтенанго, Кіче, Реталулеу, Сан-Маркосом і Тотонікапаном в недовговічну центральноамериканську державу Лос-Альтос. Держава була зруйновано в 1840 році генералом Рафаелем Каррера, який став президентом Гватемали.

### Історія департаменту
Департамент Уеуетенанго був створений президентським указом Вінсенте Сандовал від 8 травня 1866 року, хоча різні подібні спроби робилися ще з 1826 року в цілях більш ефективного управління даною територією.
До 1883 року в Уеуетенанго було 248 плантацій кави, які виробляли 7334 центнерів кави на рік.
У 1887 році повстання в Уеуетенанго було придушене президентом Мануелем Барільясом, який призупинив конституційні гарантії департаменту і переписав конституцію.

## Населення

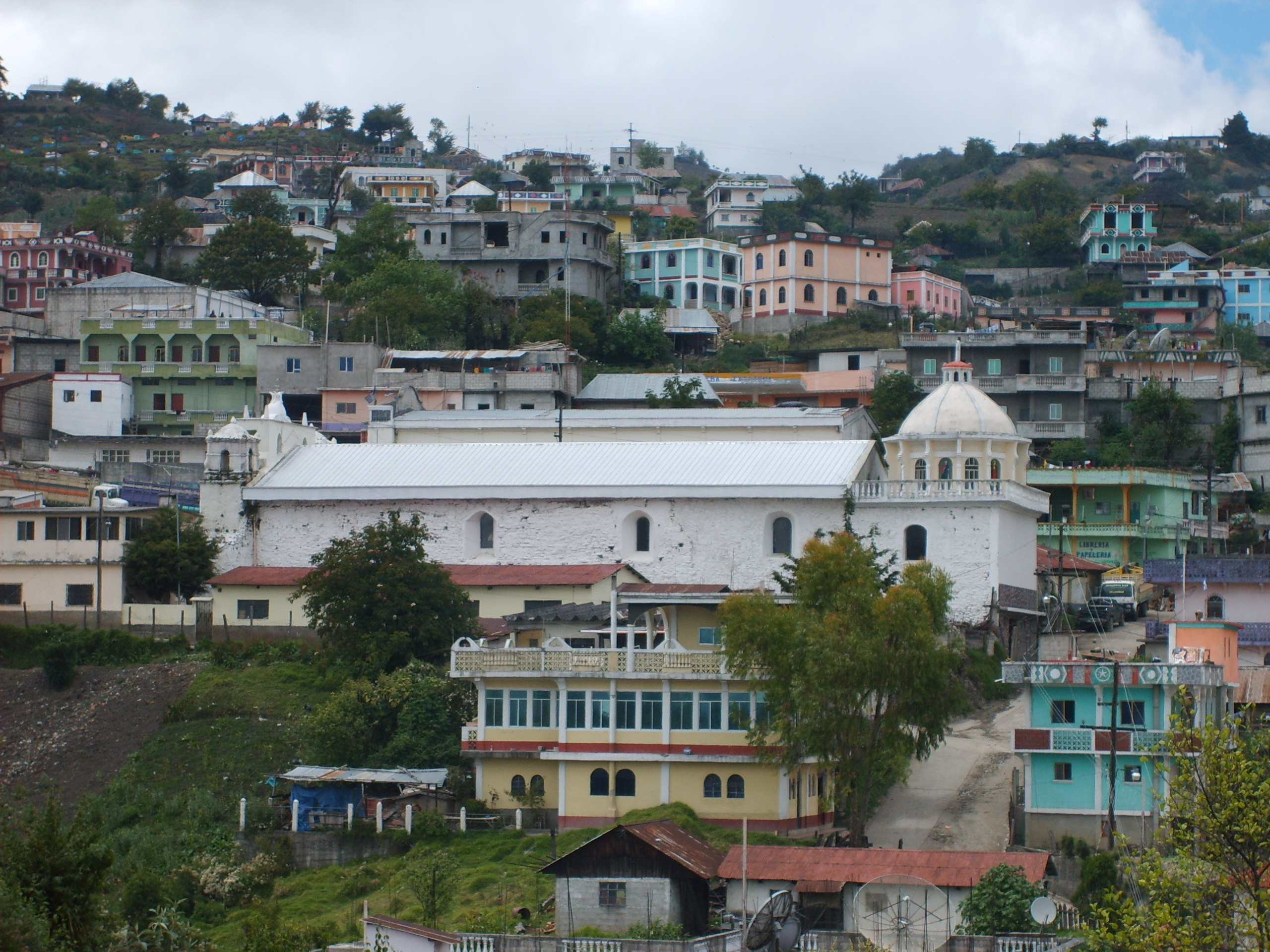
Сан-Матео-Ісктатан.

У 2004 році в департаменті проживало 988 855 жителів, до 2008 року ця цифра зросла до 1 056 566, що робить департамент другим за населенням в Гватемалі після столичного. Більше 70% населення живе в бідності, з них 22% живе у крайній убогості і не може задовольняти основні потреби. Велика частина населення (за різними оцінками 64-75%) відноситься до корінних народів мая, решта — іспаномовні латиноамериканці.
Етнічний склад регіону один із найстрокатіших у країні. Народ мам в департаменті проживають інші народи мая, наприклад канхобаль, чух, хакальтеки, кіче та багато інших. Кожен з цих народів мая говорить власною мовою.
Латиноамериканці живуть, як правило, в містах і селах, таких як Уеуетенанго, Чиантла, Малакатансіто, Лібертад, Сан-Антоніо-Уїст і Демокрасія, в яких відносно низький відсоток корінного населення. В іншій частині департаменту мая становлять більшість населення, як у містах, так і в селах.
У 2008 році 58% населення департаменту було 19 років і молодше.

## Муніципалітети
В адміністративному відношенні департамент підрозділяється на 32 муніципалітети:
- Агуакатан
- Чиантла
- Колотенанго
- Консепсіон-Уїста
- Куілко
- Уеуетенанго
- Хакальтенанго
- Демокрасія
- Лібертад
- Малакантасито
- Нентон
- Сан-Антоніо-Уїстра
- Сан-Гаспар-Іксчиль
- Сан-Ільдефонсо-Ікстауакан
- Сан-Хуан-Атитан
- Сан-Хуан-Іцкой
- Сан-Матео-Цкстатан
- Сан-Мігель-Акатан
- Сан-Педро-Некта
- Сан-Педро-Солома
- Сан-Рафаэль-Ла-Індепенденсія
- Сан-Рафаэль-Петсал
- Сан-Себастьяна-Коатан
- Сан-Себастьяна-Уеуетенанго
- Санта-Ана-Уїста
- Санта-Барбара
- Санта-Крус-Барільяс
- Санта-Евлалія
- Сантьяго-Чимальтенанго
- Тектитан
- Тодос-Сантос-Кучуматан
- Уніон-Кантиніль

## Економіка

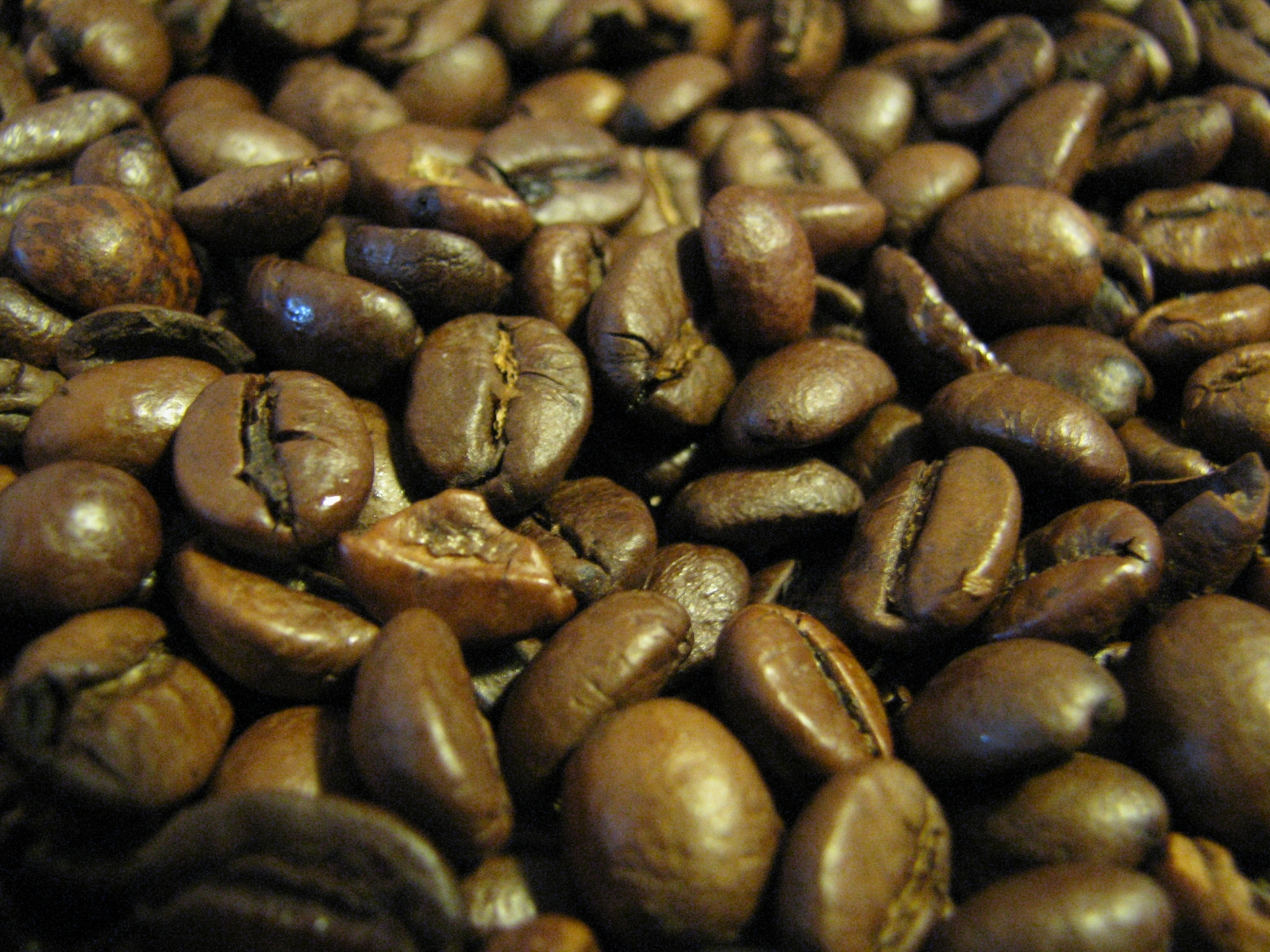
У Уеуетенанго виробляють каву з XIX століття

У XVII і XVIII століттях, під час іспанського колоніального періоду, основні галузі промисловості, такі як видобуток і виробництво тваринницької продукції, перебували у віданні іспанців. В даний час найважливішою галуззю економіки департаменту є сільське господарство, хоча гірнича справа і мале та ремісниче виробництва також роблять свій внесок у місцеву економіку. Кукурудза обробляється на всій території департаменту, без обмежень місцевими кліматичними відмінностями. Основними культурами в нагірній частині є пшениця, картопля, ячмінь, люцерна та боби. На теплих нижніх схилах вирощують каву, цукрову тростину, тютюн, чилі, маніок, аннато та різні фрукти.
Хоча історично велика рогата худоба і коні мають важливе значення, їхнє поголів'я було значно скорочено в сучасну епоху, в даний час в тваринництві переважає розведення овець. У Уеуетенанго розробляються поклади срібла, свинцю, цинку та міді. Раніше на цій території були поклади золота, але тепер вони вичерпані.
Місцеве ремесло представлено ткацтвом традиційного текстилю мая, бавовняним або з вовняним, залежно від місцевого клімату.
У 2008 році найважливішим експортним товаром була кава.

## Пам'ятки

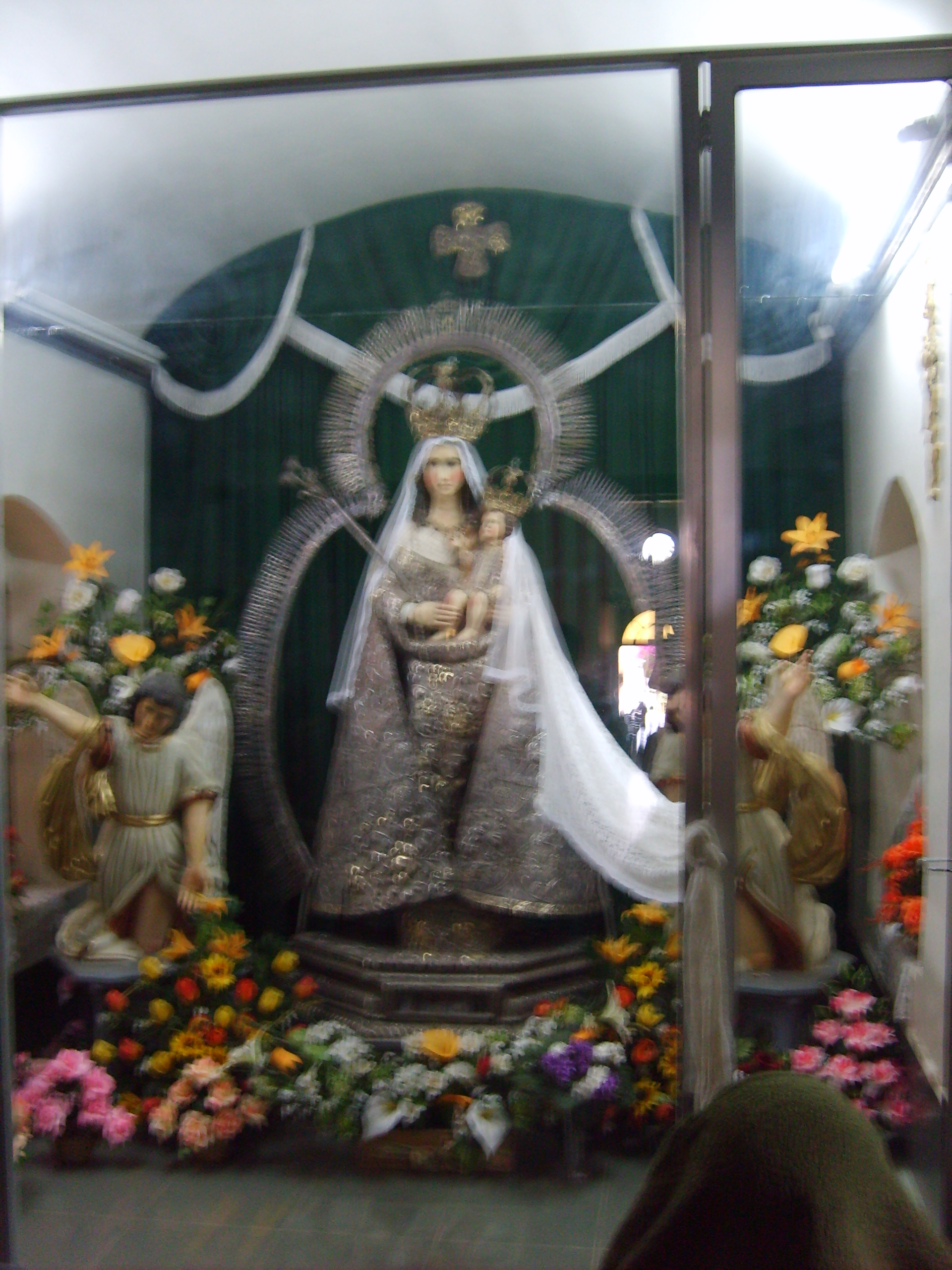
Зображення Богоматері Канделарії

Основними визначними пам'ятками в департаменті є витік річки Сан-Хуан і відновлені руїни мая Сакулеу. Місто Чиантла є центром паломництва католиків у церква Богоматері Канделарії.

## Персоналії
Колишній президент Гватемали Ефраїн Ріос Монтт народився в Уеуетенанго.